# 日の出通り (郡山市)
日の出通り（ひのでどおり）は、福島県郡山市駅前二丁目、及び大町一丁目を通る通りの名称。

## 概要
郡山駅西口のビッグアイ前から旧国道4号昭和通りまでを結ぶ約300mの通り。周辺は映画館郡山テアトルや県内唯一の全蓋式アーケード商店街「駅前アーケード商店街」などがある他、高度経済成長期に建てられた昭和の雰囲気を残す居酒屋が軒を連ね、レトロな歓楽街として紹介されることがある。
なお、周辺は郡山市による土地区画整理事業「大町土地区画整理事業」が進められており、完了時には日の出通りは22mに拡幅される予定。

## 沿線
- 福島県道57号郡山大越線（旧国道4号昭和通り）
- 大町立体駐車場
- 東邦銀行郡山大町支店
- 福島県道355号須賀川二本松線（大町通り）
- 駅前サウナ24
- 駅前アーケード商店街
- ビッグアイ

## 閉店・移転したもの
- 中国東方航空福島支店
- トポス郡山店（ダイエー郡山店）
- キャバレーロンドン郡山店